# Festival de Canto ''Ars Vocalis México''
Ars Vocalis México International Vocal Academy and Festival es un festival dedicado al arte vocal, que se celebra cada verano desde 2011. A partir de 2015 tiene como sede a Ciudad Obregón, municipio de Cajeme, Sonora, México.

## Historia
Este festival, fundado por el tenor Carlos Zapién y que tuvo su inicio en la ciudad de Zamora, Michoacán, cuenta con un programa pedagógico gracias al cual jóvenes cantantes mexicanos, previamente seleccionados a través de un proceso de audición, tienen la oportunidad de participar en clases magistrales impartidas por reconocidas figuras en el mundo operístico de Europa y los Estados Unidos, además de poder trabajar con coaches provenientes de diversas casas de ópera e instituciones educativas. Los alumnos también tienen la oportunidad de trabajar el repertorio vocal alemán (Lied) y la música antigua y barroca.
El programa es impulsado por instituciones gubernamentales de nivel municipal, estatal y federal así como centros educativos que cuentan con inversión privada y asociaciones civiles, entre los que destacan el  Consejo Nacional para la Cultura y las Artes (CONACULTA); la LXII Legislatura de la Cámara de Diputados; el Consejo de Promoción Turística de México; Cultural Jikau A.C. y Ars Vocalis México A.C. 

## Oferta artística, pedagógica y maestros participantes

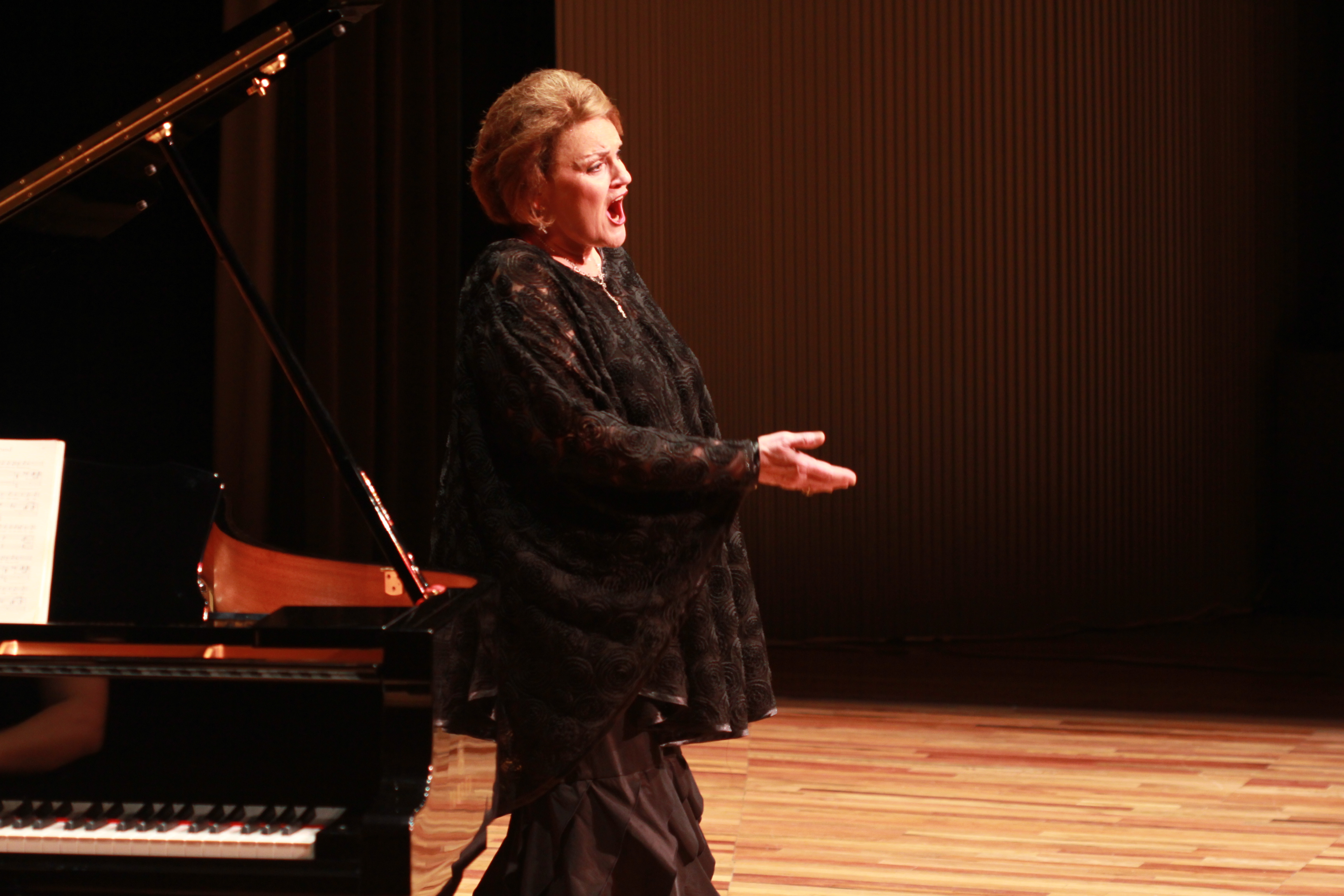
Soprano Shirley Close

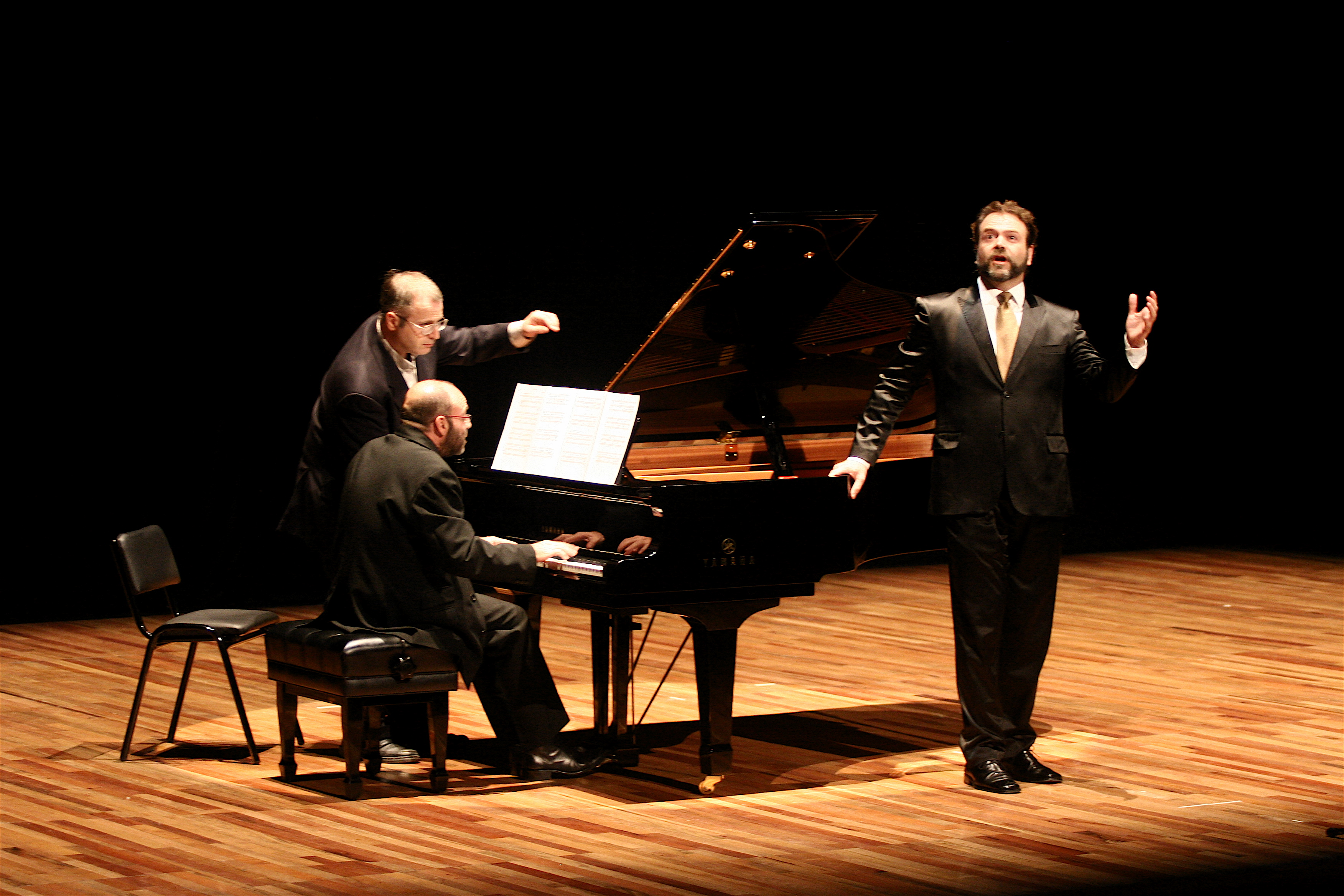
Gerardo Garcíacano y Silvano Zabeo

Ars Vocalis México reúne a grandes exponentes del arte vocal a nivel internacional, quienes imparten conocimientos a jóvenes promesas del canto en México. En la parte académica del Programa de Perfeccionamiento Vocal, Ars Vocalis México atendió a más de 200 alumnos aceptados en el programa desde el año 2011 hasta la fecha, quienes se someten a un programa intensivo.
Los jóvenes que demuestran su potencial vocal son seleccionados para participar en el ciclo Valores Mexicanos, exponiendo su talento ante el público a través de recitales.  Los alumnos participantes en el programa pedagógico participan en diversos recitales (Gala Operística, Liederabend, Música antigua y barroca), mientras que varios alumnos son elegidos para participar en las producciones operísticas del festival.

El tenor  Francisco Araiza, la mezzosoprano croata Dunja Vejzović, el contratenor inglés Michael Chance y el tenor  Ramón Vargas han impulsado la formación de los cantantes mexicanos al impartir clases magistrales en el programa académico en sus respectivas especialidades, y junto a ellos participan maestros con reconocimiento internacional en otras vertientes como Eric Mentzel, Robert Hiller y Turid Karlsen, entre otros.
Ars Vocalis México también ha convocado a ensambles orquestales y vocales para complementar sus actividades artísticas, ofrecidas sin costo de entrada para el público, entre ellas la Orquesta Sinfónica de Michoacán, la Orquesta Filarmónica de Sonora, la Camerata Juvenil de Michoacán y la Orquesta de Cámara de la Universidad Michoacana de San Nicolás de Hidalgo, así como el coro de los "Niños Cantores de Tepotzotlán", el Coro del Instituto Schiller, el "Coro de Ópera Valladolid", el Coro de la Escuela de Música Sacra de la Arquidiócesis de Morelia y el Coro de Ópera de la ciudad de Zamora, formado expresamente para participar en los montajes operísticos de Ars Vocalis México, quienes han enriquecido la calidad de las presentaciones que se ofrecen en el Festival.
En cada una de sus emisiones anuales, el Festival registra una entrada promedio de 60 mil 500 personas a recitales, galas de ópera y montajes operísticos que se realizan en teatros, foros universitarios y auditorios municipales disponibles en cada una de las comunidades en las que ofrece actividades artísticas con acceso gratuito, además del público que sigue las presentaciones vía Internet en tiempo real y las retransmisiones a través de canales televisivos institucionales y privados.

## Óperas presentadas
- La serva padrona (2011)
- Brundibár (2011)
- Las bodas de Fígaro (2011)

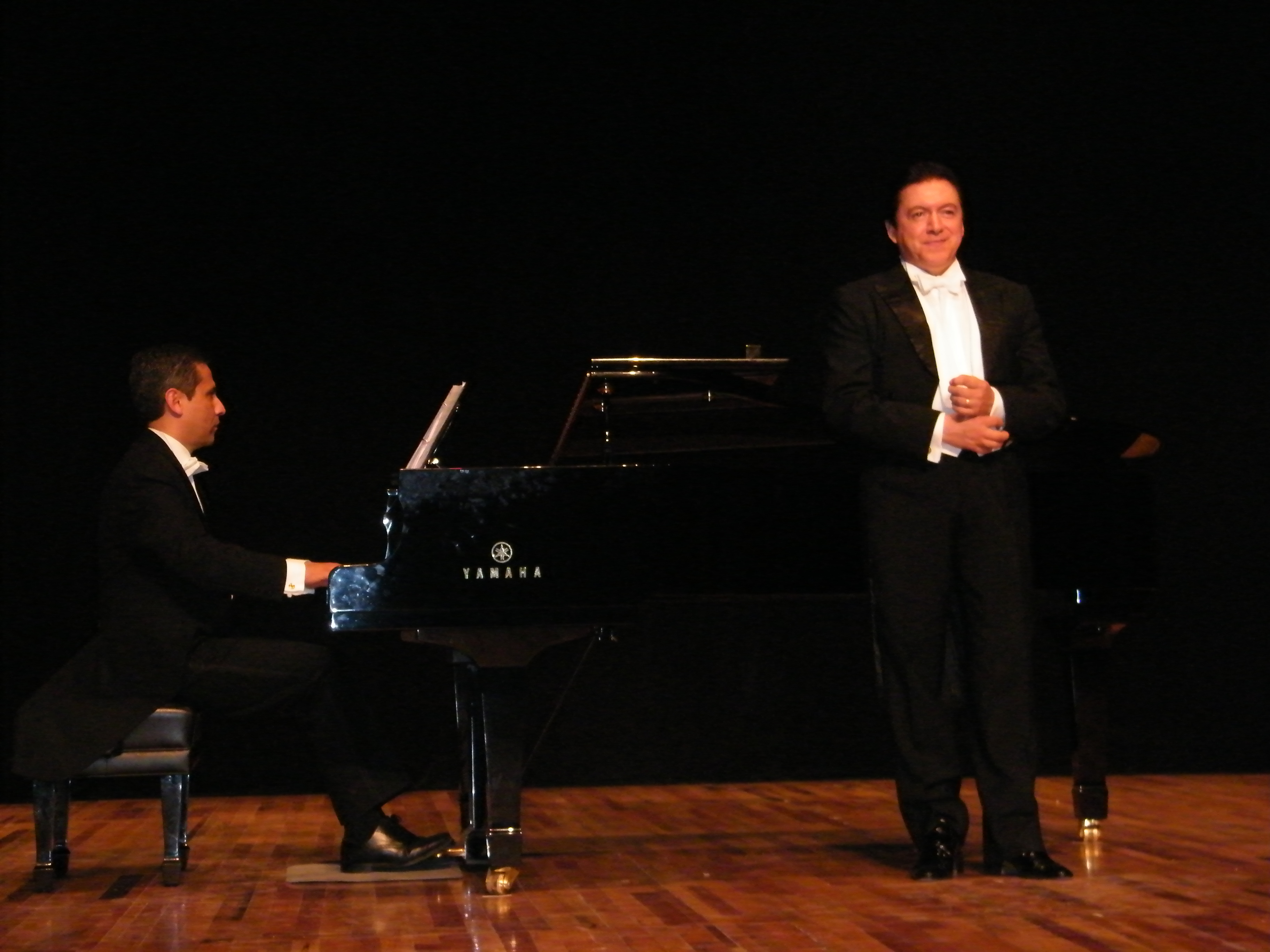
Tenor Francisco Araiza, pianista Rogelio Riojas-Nolasco

- Rinaldo (2012) versión de concierto
- Bastián y Bastiana (2012)
- El elixir de amor (2012)
- La Cenicienta (2012)
- Canita conoce a Coquín (2013)
- Bastián y Bastiana (2013)
- Las bodas de Fígaro (2015)
- Bastián y Bastiana (2015)

## Extensiones
El festival ha tenido como subsedes a las ciudades de Morelia, Jiquilpan de Juárez, Nahuatzen y Uruapan.  En Nahuatzen se presentaron la óperas La serva padrona (2011), Cenerentola (2012) y Bastián y Bastiana (2013), aparte de diversos recitales.  En Jiquilpan se ofreció un Liederabend con los alumnos de la academia Ars Vocalis México.   En Morelia los recitales tuvieron lugar en la Sala Niños Cantores del Conservatorio de las Rosas y en el Teatro Stella Inda del IMSS, mientras que en Uruapan se utilizó el Auditorio Municipal para presentar recitales de música antigua y la ópera Elixir de Amor.